# Ефтин, Иван Степанович
Иван Степанович Ефтин (1862 — 1921) — русский военачальник, участник Первой мировой войны, исполняющий обязанности войскового атамана Сибирского казачьего войска, генерал-майор.

## Биография
Родился 28 октября (по ст. стилю) 1862 года в семье майора С. Н. Ефтина. Брат генерал-лейтенанта П. С. Ефтина. В 1881 году окончил Сибирское (Омское) кадетское училище, затем в 1884 году — 2-е Константиновское военное училище. В службу вступил 1 сентября 1882 года офицером в сибирских казачьих полках. Был командирован в Кульдже для изучения китайского языка.
С 1892 по 1895 и в течение нескольких месяцев 1906 г. состоял в распоряжении атамана 2-го военного отдела Сибирского казачьего войска.
Участник Русско-японской войны 1904—1905 гг. Командир сотни, затем войсковой старшина 8-го Сибирского казачьего полка. Был ранен.
В 1906 стал командиром сотни созданного лейб-гвардии Сводно-казачьего полка. Полковник (1908). Назначен командиром 1-го Сибирского имени Ермака Тимофеевича полка. В 1909 году вышел в отставку.
Принимал участие в Первой мировой войне: вначале помощник командира 2-го Черноморского полка КубКВ по хоз. части, затем командовал 19-м пехотным Архангелогородским полком, бригадой, а затем и всей 29-й пехотной дивизией (1916—1917). Генерал-майор (1917). Командующий Сибирской казачьей дивизией (с 10.10.1917), затем начальник войскового штаба Сибирского казачьего войска.
Был арестован вместе с остальными членами войскового правительства Советом казачьих депутатов и помещён на гауптвахту. После освобождения занимал различные должности. Осенью 1919 командовал 2-м Степным Сибирским отдельным корпусом войск А. В. Колчака, передал командование корпусом атаману Б. В. Анненкову. Через Алтай пробрался в Монголию и поселился в Урге.
Скончался весной 1921 от неудачной операции в Урге, ныне Улан-Батор. Похоронен с воинскими почестями в Урге.

## Награды
- Орден Святого Станислава 3 степени с мечами и бантом (1904),
- Орден Святой Анны 3 степени с мечами и бантом (1904),
- Орден Святого Владимира 4 степени с мечами и бантом (1905),
- Орден Святого Станислава 2 степени с мечами (1905),
- Орден Святого Владимира 3 степени с мечами (1915),
- Орден Святой Анны 2 степени (1915),
- Орден Святой Анны 4 степени(1915),
- мечи к ордену Святой Анны 2 степени (1916),
- Золотое оружие «За храбрость» (1907)
- Высочайшее благоволение (06.05.1916)